# Стефано Темпесті
Стефано Темпесті  (італ. Stefano Tempesti, 9 червня 1979) — італійський ватерполіст, срібний та бронзовий призер Олімпійських ігор, чемпіон світу.

## Виступи на Олімпіадах
| Олімпіада           | Дисципліна | Місце |
| ------------------- | ---------- | ----- |
| Сідней 2000         | водне поло | 5     |
| Афіни 2004          | водне поло | 8     |
| Пекін 2008          | водне поло | 9     |
| Лондон 2012         | водне поло | 2     |
| Ріо-де-Жанейро 2016 | водне поло | 3     |